# Blutgericht zu Cannstatt
Das Blutgericht zu Cannstatt war die Beseitigung des alamannischen Herzogtums durch den karolingischen Hausmeier Karlmann im Jahr 746.

## Hintergrund
Nach dem Tod von Karl Martell (714–741), dem Hausmeier der Merowinger, der im Frankenreich die Regierungsgewalt übernommen hatte, kam es per Nachfolgeregelung zur Teilung unter seinen beiden Söhnen Pippin und Karlmann. Es kam in beiden Teilreichen zu Aufständen und in Alamannien „versuchte auch Theutbald, der Sohn des von Karl Martell unterworfenen Lantfrid, seine Handlungsfreiheit zurückzugewinnen und das Herzogtum zu erneuern. […] Die Herzöge von Alemannien und Bayern erhoben sich 741 nur deshalb, weil sie wußten, daß der Thron vakant war und weil sie sich mit den Karolingern ranggleich sahen.“

## Der Vorgang
Der alemannische Widerstand war hartnäckig und nach mehreren Feldzügen „setzte sich Karlmann mit Gewaltmaßnahmen durch und ließ im Strafgericht von Cannstatt einen Teil des alemannischen Adels umbringen. Alemannien wurde danach in zwei Grafschaften aufgeteilt, die den fränkischen Adligen Warin und Ruthard anvertraut wurden. Mit Ruthard setzte sich die später berühmte Familie der Welfen in Alemannien fest.“

## Überlieferung und Forschung
Nach den Aufzeichnungen der Metzer Annalen, der Annales Petaviani und einem Bericht von Childebrand ließ Karlmann viele tausend aufständische Stammesführer (mit Gefolgschaft) wegen Hochverrats festnehmen und hinrichten. So sei nahezu die gesamte Führungsschicht der Alamannen ausgelöscht und die Eigenständigkeit des alamannischen Herzogtums beendet worden.
Die in der älteren Forschung anzutreffende Annahme, es sei zu einem Blutbad gekommen, wird in der neueren Forschung aufgrund einer kritischeren Betrachtung der Quellen differenzierter bewertet. Möglicherweise ging den Hinrichtungen ein Gerichtsverfahren voraus. Die genaue Zahl der Getöteten bleibt strittig.